# Psychomyia sykorai
Psychomyia sykorai är en nattsländeart som beskrevs av Schmid 1997. Psychomyia sykorai ingår i släktet Psychomyia och familjen tunnelnattsländor. Inga underarter finns listade i Catalogue of Life.